# Duizendjarig ei

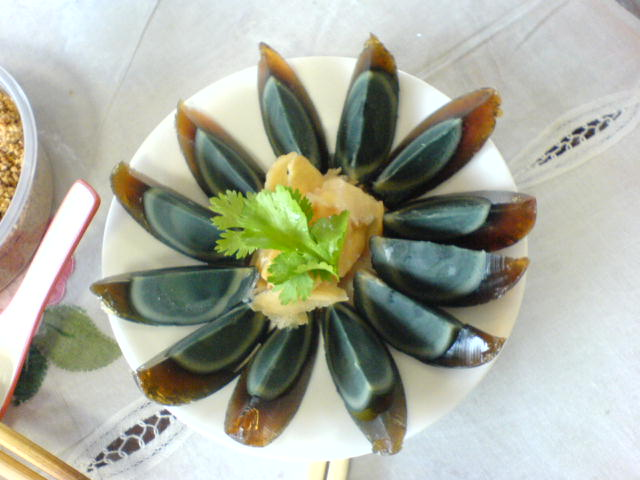
Partjes op een schaaltje

Duizendjarig ei is een Chinese delicatesse die gemaakt wordt door een eendenei circa 100 dagen te bewaren in een mengsel van houtskool en ongebluste kalk. De dooier wordt groenig, terwijl het eiwit doorzichtig, barnsteenachtig bruin kleurt. Het ei heeft een zoute smaak en een krachtig aroma. Bij het kauwen is het mondgevoel geleiachtig.
Een typisch gerecht waarin het duizendjarig ei, verdund, wordt verwerkt is congee.
De eieren worden in sommige Aziatische toko's op traditionele manier bewaard. Ze zijn dan opgestapeld in grote keramiek potten met tekeningen van pinusbomen of draken. Meestal ligt de winkelvoorraad echter in plastic bakjes of in kartonnen eierdozen.

## Benaming
Het duizendjarig ei wordt in China Songhuadan (松花蛋) of, in het Kantonees, Pidan (皮蛋) genoemd. Dit zegt niets over de ouderdom, maar betekent 'pijnboombloesemei' of 'ei met vel'.

## Productie
Een gebruikelijke methode om een duizendjarig ei te maken is het ei te plaatsen in een mengsel van klei en water; de klei droogt in om het ei, en wordt geacht het ei gedurende een tamelijk lange periode te conserveren. Er bestaat echter een tweede, bewerkelijkere, methode die veel wordt toegepast: drie kilo thee wordt getrokken in kokend water, waaraan drie kilo ongebluste kalk wordt toegevoegd (of zeven kilo, wanneer het ei in de winter wordt gemaakt), negen kilo zeezout, en zeven kilo fijn verpoederd verkoold eikenhout. Dit mengsel wordt met behulp van een houten spatel goed gemengd tot een gladde brij, waarna de eieren met de hand worden ingesmeerd. Handschoenen zijn hierbij noodzaak om de handen te beschermen tegen de bijtende ongebluste kalk. Nadat de eieren met dat mengsel zijn ingesmeerd, worden zij in rijstkaf gerold en in een grote mand of keramieken pot geplaatst. Er passen 100 tot 150 eieren in een mand. Na een periode van circa drie maanden is de klei opgedroogd tot een harde korst, en zijn de eieren gereed voor consumptie.
Volgens overlevering werden duizendjarige eieren ooit gemaakt door ze te drenken in paardenurine. Hoewel dit in principe mogelijk zou zijn — ureum (een onderdeel van urine) is net als kalk basisch — wordt deze methode niet meer gebruikt. De overlevering zou zijn oorsprong kunnen vinden in de ammoniageur die ontstaat bij bepaalde productieprocessen.